# Grammont Radio-Télévision
Pour les articles homonymes, voir Grammont.
Grammont Radio-Télévision est une ancienne société française de construction d'appareils électroniques.

## Histoire
Les « Établissements industriels de E.-C. Grammont et de Alexandre Grammont » sont fondés en 1899 à Caluire-et-Cuire. L'industriel Alexandre Grammont décide de créer, avant 1925, cette filiale dans la banlieue parisienne sous le nom de Société des Téléphones Grammont,,.
Elle commence à produire des récepteurs radio, des gramophones puis, à la fin des années 1940, des téléviseurs et des platine tourne-disques.
Elle était basée boulevard Gabriel-Péri à Malakoff,.
En 1967, elle fusionne avec Ribet Desjardins, Sonneclair et CGE-Continental-Edison.